# Кампанила Святого Марка
«Кампанила Святого Марка» — документальная повесть Михаила Павловича Шишкина, вышедшая в 2011 году в интернет-журнале «Сноб».

## Сюжетные линии
История трудных любовных отношений русской феминистки и социалистки Лидии Кочетковой (1872-?) и её мужа швейцарца Фрица Брупбахера (1874—1945). Фриц был захвачен любовью к народу и революционной страстью русской девушки, которую он встретил в 1897 году, когда оба были студентами-медиками. Сначала они хотели заключить необычный брачный договор, но потом женились обычным путём. Жили по большей части вдалеке друг от друга и, в конце концов, развелись в 1916 году. В архивах сохранилось около шести тысяч писем Лидии и Фрица другу к другу.
Фриц был врачом, а также социал-демократом, одно время анархистом и членом компартии. В 1932 году был исключён из коммунистической партии за критику Сталина. Мемориальная доска, посвящённая Ленину в Цюрихе, поставлена по инициативе Брупбахера. В 1935 году Брупбахер издал мемуары «60 лет еретика», кроме того, издал ряд книг по политике и медицине.
Лидия занималась в России медициной, а также революционной деятельностью, подвергалась репрессиям. Вынуждена была оставить партию эсеров из-за обвинений в сотрудничестве с полицией. В последних письмах от 1913 года видно разочарование во всех идеях её жизни, всё оказалось ложью. Дата смерти Лидии неизвестна.

## Театральные постановки
14 февраля 2012 года состоялась премьера спектакля «Кампанила Святого Марка» (режиссёр Никита Кобелев, в ролях: Екатерина Смирнова, Егор Сачков) в рамках Авторского проекта Никиты Кобелева при поддержке Центра им. Вс. Мейерхольда.